# Hollandse gotiek
De Hollandse gotiek is de variant van de gotiek die in het oude graafschap Holland veel voorkwam in de late middeleeuwen. De Hollandse gotiek kan moeilijk los worden gezien van de andere gotische tradities in de Lage Landen, met de Brabantse gotiek als bekendste vertegenwoordiger, maar neemt toch een aparte plaats in door de lichte, sobere bouw op een slappe bodem. De Hollandse gotiek is vooral gebruikt voor kerkgebouwen en het zijn ook juist die gebouwen die tot op heden zijn bewaard. In dit artikel zal dan ook vooral op de kerkarchitectuur worden ingegaan.

## Geschiedenis
De eerste stenen Hollandse kerken waren romaans. In de late middeleeuwen werd de gotiek populair, en dan vooral in de vorm van de Brabantse gotiek, met haar hoge vormen, vele ornamenten en zware kruisbogen. Ook in Holland werden kerken in deze stijl gebouwd, bijvoorbeeld in Haarlem (Grote of Sint-Bavokerk). Door de bodemgesteldheid moesten hier concessies worden gedaan: de typische stenen kruisgewelven werden in hout uitgevoerd. Ook bij andere gotische kerken in Holland ontstonden problemen. De Brabants-gotische kerk van Alkmaar, de Sint-Laurens kreeg een houten tongewelf in plaats van kruisgewelven. De kerken van Alkmaar en Haarlem stonden echter nog relatief stevig op zandgronden. Voor andere kerken moest veel meer moeite worden gedaan. De gotische kerken van Dordrecht, Rotterdam en Brielle zijn in Brabantse stijl opgetrokken, maar hebben wel lokale kenmerken. In Amsterdam zijn er twee belangrijke gotische kerken: de Nieuwe Kerk in een min of meer "Brabantse" stijl, en de Oude Kerk in een andere, lokale stijl. Deze stijl zou als Hollandse gotiek bekend worden.
De Hollandse gotiek ontstond ongeveer gelijktijdig met de Brabantse gotiek en is ook duidelijk een reactie op deze stijl. De slappe bodem van het gewest Holland was niet geschikt voor de hoge, zware Brabants-gotische constructies en dus moest er voor eigen oplossingen worden gekozen. De Hollandse gotiek ontwikkelde zich hierdoor duidelijk anders dan de Brabantse gotiek, maar toch bleef deze stijl naast de Hollands-gotische stijl bestaan, zoals duidelijk te zien in Amsterdam. Andere bekende voorbeelden van Hollands-gotische kerken zijn de Sint-Vituskerk in Naarden en de Sint-Janskerk in Gouda.
De Hollandse gotiek werd in de 15e en 16e eeuw veel toegepast maar maakte daarna plaats voor andere stijlen. In de 19e eeuw, toen gotische stijlen weer populair werden (neogotiek), kreeg de Hollandse gotiek opvallend weinig navolging. Voorbeelden van neogotische kerken in Hollandse trant vinden we in Bussum (Sint-Vituskerk) en in Eemnes. Beide kerken werden ontworpen door Pierre Cuypers.

## Stijlkenmerken

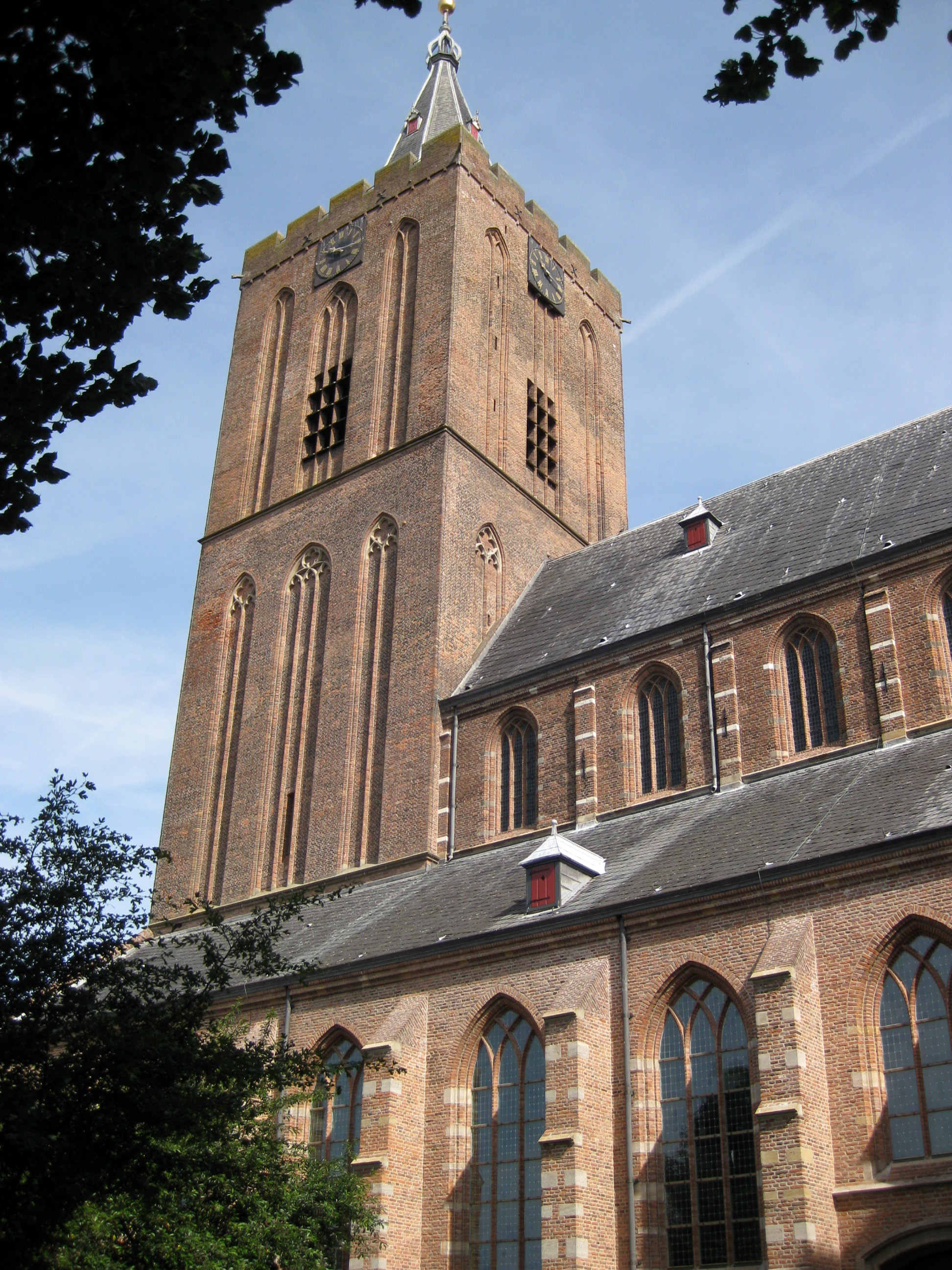
De kerktoren van Naarden

De Hollandse gotiek is ontstaan omdat de zwakke Hollandse bodem niet geschikt was voor de Brabantse gotiek. De Hollandse gotiek kenmerkt zich dan ook vooral door het gebruik van een lichtere constructie die minder zwaar op de bodem drukt. Een overzicht van de stijlkenmerken:
- Tongewelf: voor gotische kerken zijn kruisgewelven typisch, maar dergelijke constructies drukken zwaar op de zuilen en de ondergrond. In Hollandse kerken werd daarom voor het houten tongewelf gekozen, zoals dat ook al bij romaanse kerken werd toegepast. Deze manier van overwelven is veel lichter en drukt dus minder op de bodem. Ook in sommige Brabants-gotische kerken in Holland werd deze manier van overwelven toegepast, bijvoorbeeld in Alkmaar (Grote of Sint-Laurenskerk).
- Trekbalken: vaak werd de constructie nog ondersteund door horizontale dwarsbalken onder het tongewelf, zogeheten trekbalken. Ook deze techniek dateert al uit de romaanse periode. We zien ze onder meer in de Sint-Vituskerk in Naarden.
- Eenvoudige toren. Hollands-gotische kerken hebben meestal een eenvoudige, vierkante toren zonder "verjonging" (de toren wordt nauwelijks smaller naar de top toe) en met weinig openingen. Ook zware steunberen ontbreken meestal. De galmgaten zijn relatief klein. Op deze vierkante toren staat meestal een simpele houten spits. Sommige gotische torens, zoals die van de Oude Kerk in Amsterdam, hebben later een sierlijke renaissancespits gekregen.
- Geen luchtbogen. Vooral voor de Franse maar ook voor de Brabantse gotiek zijn sierlijke luchtbogen, die de constructie dragen, typisch. Net als de kruisbogen drukken zij zwaar op de ondergrond en waren dus ongeschikt voor de Hollandse bodem. In de Hollandse gotiek worden ze dan ook niet toegepast.
- Baksteen. Zoals voor bijna alle stenen bouwwerken in Holland zijn ook voor Hollands-gotische kerken steeds bakstenen gebruikt.

Typisch aan veel Hollands-gotische kerken is ook dat zij niet de vorm hebben van een kruisbasiliek met kooromgang, zoals ongeveer standaard was bij de Brabantse gotiek, maar dat zij als hallenkerk gebouwd zijn, lagere zijbeuken hebben en vaak een kooromgang moeten missen. Een variant op dit type is de "Haagse hallenkerk", waarbij de hoge vensters eigen puntgevels hebben die met eigen kappen dwars op de beuken aansluiten. Dit type komt, zoals de naam zegt, vooral voor in Den Haag en omgeving, maar ook de hallenkerk in Vianen wordt wel als zodanig geklasseerd.

### Verwantschap met andere stijlen

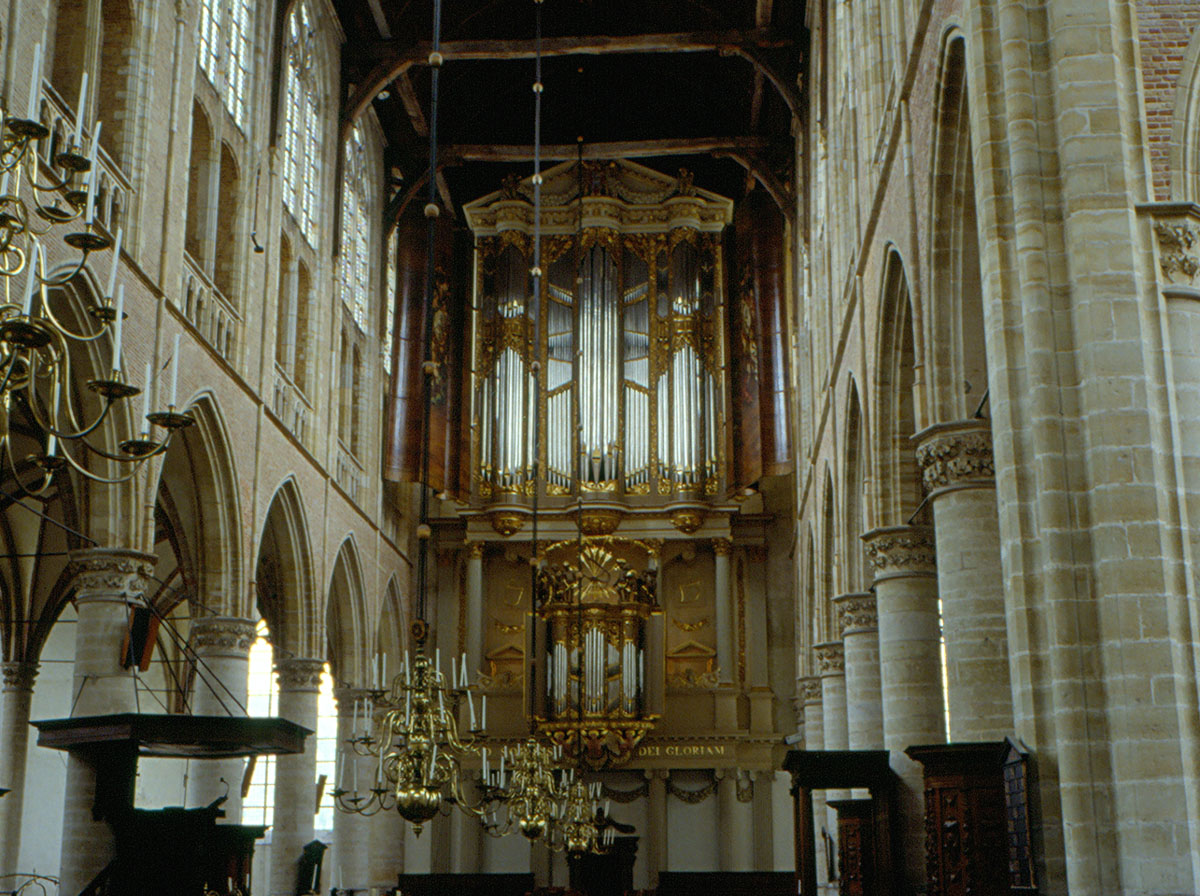
Interieur van de Sint-Laurenskerk te Alkmaar: Brabants-gotisch, maar met zichtbare trekbalken en tongewelf.

De Hollandse gotiek is een reactie op de Brabantse gotiek en heeft daar dan ook zeker veel mee gemeen. De opvallende verschillen zijn de soberheid en lichte bouw. De tongewelven, de trekbalken, het gebruik van baksteen en de sobere vormen doen ook denken aan de romaanse architectuur. Toch is het niet juist te spreken van een Hollandse romanogotiek: de Hollandse gotiek is geen romaanse stijl met vroege gotische kenmerken, maar een laat-gotische stijl die uit praktische overwegingen bepaalde "romaanse" technieken bewaart.
De Hollandse gotiek is niet altijd even goed te onderscheiden van de Brabantse gotiek. De Brabants-gotische kerk van Alkmaar, bijvoorbeeld, heeft behalve de vele typische Brabantse kenmerken (kruisbasiliek met kooromgang, hoog, steunberen, kruisgewelven in de kapellen) toch een Hollands-gotisch tongewelf met trekbalken. De Hollands-gotische kerk van Naarden heeft dan weer kruisgewelven in het transept. De twee stijlen bestonden duidelijk naast elkaar.

## Voorbeelden

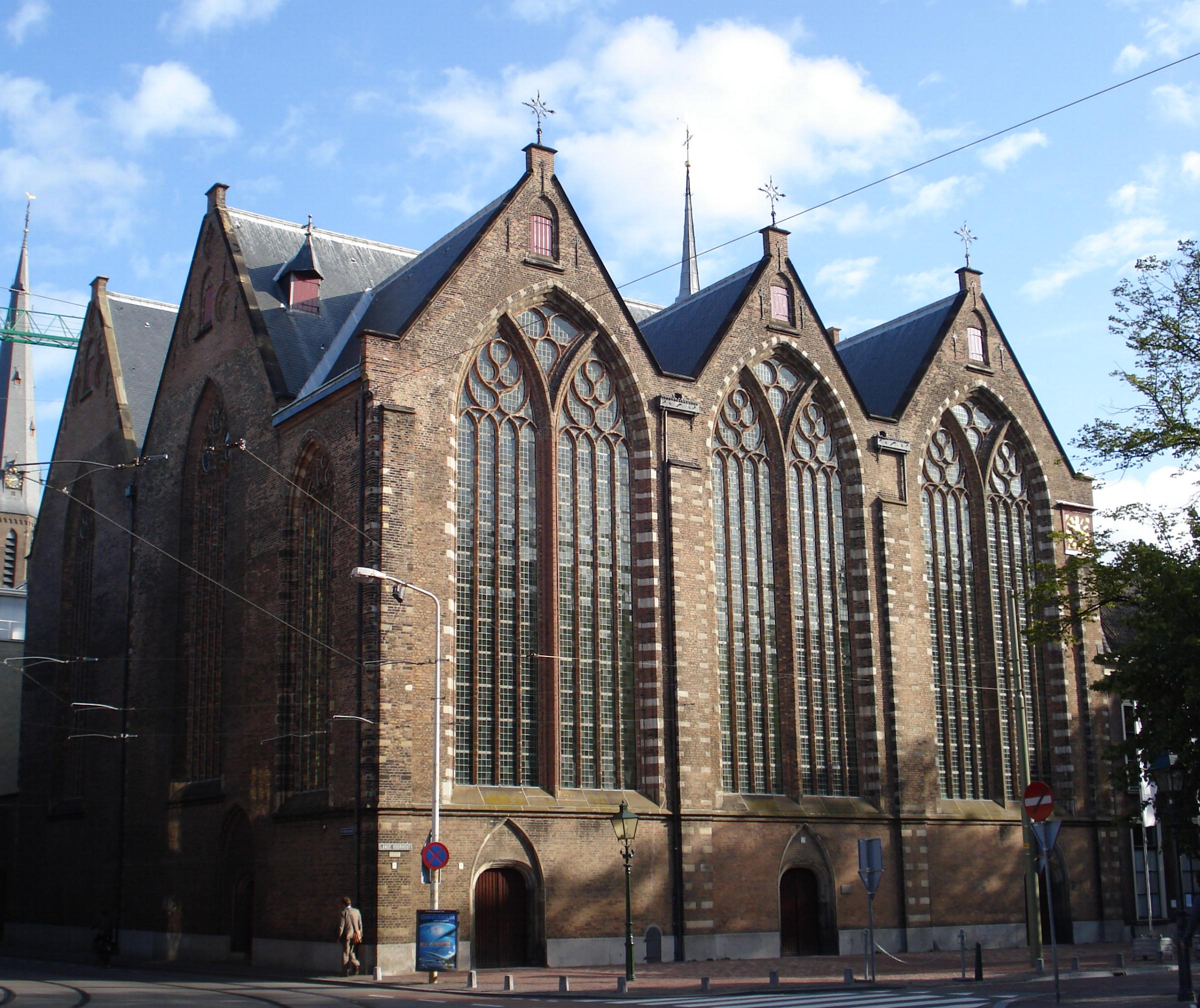
Kloosterkerk in Den Haag

Enkele voorbeelden van typische Hollands-gotische kerken.

### In Zuid-Holland
- Grote of Sint-Janskerk (Gouda)
- Grote of Sint-Jacobskerk (Den Haag) - Haagse hallenkerk
- Kloosterkerk (Den Haag) - Haagse Hallenkerk
- Grote of Sint-Janskerk (Schiedam)

### In Noord-Holland
- Oude Kerk (Amsterdam)
- Grote Kerk (Beverwijk)
- Noorderkerk (Hoorn)
- Grote of Sint-Nicolaaskerk (Monnickendam)
- Grote of Sint-Vituskerk (Naarden)